# آقای مامان
آقای مامان (به انگلیسی: Mister Mummy) فیلمی هندی محصول سال ۲۰۲۲ و به کارگردانی شاد علی است. در این فیلم بازیگرانی همچون
ریتیش دشموک، جنلیا دی‌سوزا و ماهش مانجرکار ایفای نقش کرده‌اند.